# 드카 보니페이스
드카 보니페이스(일본어: ンドカ・ボニフェイス, 1996년 2월 15일~)는 일본의 축구 선수이다.

## 구단 경력
그는 2018년 J2리그의 미토 홀리호크에 입단했다. 2020년까지 60경기에 출전하여, 5득점을 넣었다. 2021년 도쿄 베르디로 이적했다. 2023년 J1리그의 요코하마 FC로 이적했다. 2023년후 J2리그에 강등했다. 2024년 J2리그 준우승으로 J1리그로 승격했다.